# Liévin d'Ydewalle
Liévin van Outryve d'Ydewalle (Brussel, 25 september 1937) is een Belgisch beeldhouwer.

## Levensloop
Ridder Liévin Charles Marie André Ghislain van Outryve d'Ydewalle is een zoon van Hubert van Outryve d'Ydewalle en Hélène du Sart de Bouland. Hij is in 1989 getrouwd met Suzy Dezeure (Menen, 1941). Hij is een broer van Raynier van Outryve d'Ydewalle.
Hij deed landbouwstudies, in het vooruitzicht het familiebedrijf 'Boomkwekerijen Drie Koningen' te leiden.
Nochtans werd hij piloot bij de Belgische Luchtmacht, van 1956 tot 1966. Van 1966 tot 1976 werd hij boordcommandant bij Air Zaïre en was vaak de piloot van president Mobutu.
Daarna begon hij aan een artistieke carrière en legde zich voornamelijk toe op het maken van beelden in brons en in gepolijst roestvrij staal. 
Hij trad met zijn werk de kunstliefhebbers tegemoet vanaf 1982. In zijn werk botst het figuratieve met het surrealisme. De filosofische achtergrond van elke sculptuur gaat van de Griekse oudheid tot het futurisme. 
In zijn oeuvre worden paarden voorgesteld als mechanische viervoeters en vogels als simpele origamiën (Japanse papiervouwkunst.) Heel wat beelden staan op openbare pleinen. Een voorbeeld hiervan is de levensgrote Ikaros in het zakenpark van Zaventem.
De kunstenaar heeft vaak geëxposeerd. Tot hiertoe heeft hij werk tentoongesteld in onder meer Deurle - Knokke – Kortrijk - Bornem – Antwerpen – Sint-Martens-Latem – Maaseik – Den Haag – Brugge – Kwaremont / Kluisbergen – Neeroeteren / Maaseik – Charleroi – Zeebrugge. 
2006 Expo Gallery Harmágedon

## Publicaties
- Stanleyville 1964, trois hommes et un hélicoptère, in: Bulletin Vereniging van de Adel, 2004, blz. 72-101
- Pilote personnel de Mobutu, in: Bulletin Vereniging van de Adel, 2006, blz. 41-55
- Les griffes du hasard, uitg. Kruisveld, Beernem, 2009.